# Крики перед тишею
«Крики перед тишею» (англ. Screams Before Silence) — документальний фільм, знятий Шеріл Сендберг, американською підприємницею, яка раніше працювала однією з директорів Meta Platforms (Facebook). У фільмі досліджується сексуальне насильство з боку терористів під час вторгнення ХАМАС до Ізраїлю 7 жовтня 2023 року, включно з подіями різанини на фестивалі Нова та викраденням ізраїльтян до сектору Газа.
Фільм був безкоштовно випущений на YouTube 26 квітня 2024 року, а 5 травня 2024 року показаний в Ізраїлі на різних каналах, включно з Хот, YES, Селком і Partner. Сендберг назвала цей фільм найважливішою роботою у своєму житті.

## Історія створення
Виробництвом фільму займалася ізраїльська продюсерська компанія Kastina Communications, що спеціалізується на документальному кіно.
Під час роботи над фільмом Сендберг взяла інтерв'ю у звільнених заручників, зокрема тих, що пережили зґвалтування під час ув'язнення в Газі, а також в очевидців різанини на музичному фестивалі в Реїмі. 
Крім них, Сендберг поговорила з рятувальниками, лікарями, працівниками ЗАКА і судмедекспертами, прагнучи зрозуміти, яким чином світові вдається не помічати масштабів нападів на жінок, незважаючи на очевидні докази.

## Рецензії
Брет Стівенс написав про фільм у The New York Times, стверджуючи, що він вражає: «дивитися «Крики перед тишею» означає позбутися будь-яких сумнівів щодо того, що робив ХАМАС. Особисті свідчення жертв, тих, хто вижив, і свідків є чіткими і переконливими, так само як і фотодокази понівечених трупів, які показали Шеріл Сендберг. А про деякі з них навряд чи чули за межами Ізраїлю».
Кінокритик TheWrap Елізабет Вайцман назвала фільм важким для перегляду і таким, що потребує попередження про тригер, але похвалила «надзвичайно потужну роботу», виконану режисером, який розказав про історію 7 жовтня.
У червні 2024 року президент США Дональд Трамп закликав людей подивитися фільм, написавши в соціальних мережах, що його «...неймовірно важко дивитися, тому що, на жаль, він графічно зображує смерть і руйнування, які розв'язав ХАМАС».
У серпні 2024 року фільм був номінований на ізраїльську кінопремію «Офір» у категорії «Найкращий короткометражний документальний фільм».